# Stylurus plagiatus
Stylurus plagiatus är en trollsländeart som först beskrevs av Selys 1854.  Stylurus plagiatus ingår i släktet Stylurus och familjen flodtrollsländor. IUCN kategoriserar arten globalt som livskraftig. Inga underarter finns listade i Catalogue of Life.

## Bildgalleri

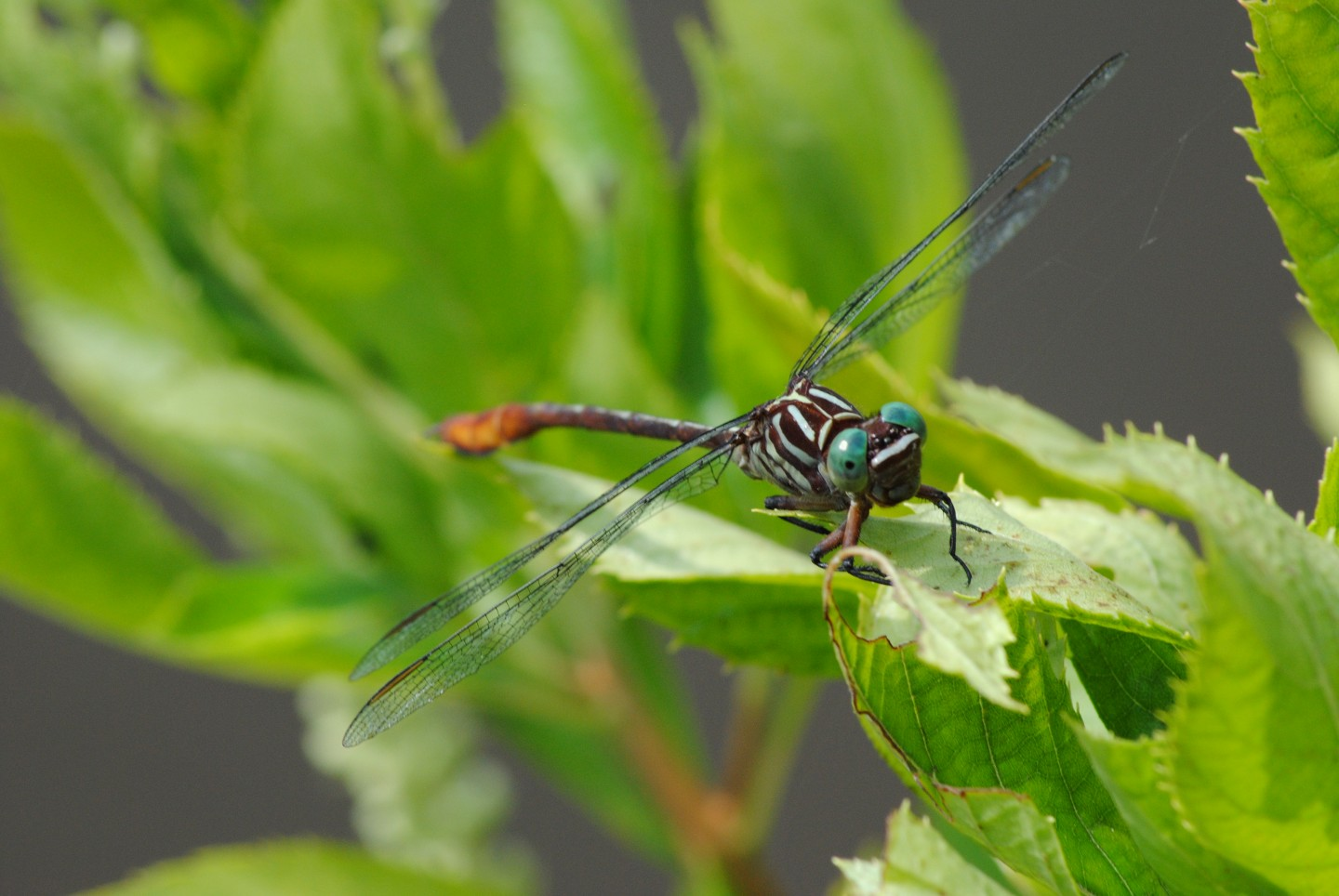